# Ceszna FK
A Ceszna FK (kazah betűkkel Цесна Футбол Клубы) kazah labdarúgócsapat Almatiból.
A 2009-ben Alma-Ata FK néven szereplő csapat egyesült a Megaszport Almati csapatával és Nur-Szultanból tette át székhelyét. Az új egyesület Lokomotiv Asztanaként kezdte meg szereplését az élvonalban, a tartalékcsapat pedig Ceszna néven folytatta.

## Névváltozások
- 2000–2004: Ceszna
- 2004–2009: Alma-Ata

2009 óta újra Ceszna néven szerepel.

## Története
A klubot 2000-ben alapították Almati városában, Ceszna néven. 2004-ben jutott fel a legjobbak közé, ahol megkapaszkodás döcögős volt, csak a 16. helyen végzett.
Első nagy sikerét 2006-ban érte el, amikor a kazah kupa döntőjében 3–1-es arányban múlta felül az Asztana FK csapatát, ezzel jogot szerzett az UEFA-kupa-indulásra. Legjobb bajnoki helyezése is ehhez az idényhez fűződik: 5. helyen végzett.
Az európaikupa-porondon a szlovák ViOn Zlaté Moravce ellen mutatkozott be, és az aranyosmaróti 3–1-es vereséget követően hazai pályán 1–1-es döntetlennel búcsúzott az UEFA-kupától.
A klub 2009 elején fizetésképtelenséget jelentett, a játékosok és a klubvezetőség túlnyomó része a Megaszport Almatiba vándorolt, majd egy új, egyesített csapatot hoztak létre Lokomotiv néven a fővárosban, Nur-Szultanban.
A klubot a tartalékcsapatból Ceszna néven építették újjá.

## Sikerei
- Kazak kupa-győztes: 2006

## Eredményei

### Európaikupa-szereplés

#### Összesítve
| Kupa       | J | GY | D | V | LG–RG |
| ---------- | - | -- | - | - | ----- |
| UEFA-kupa  | 2 | 0  | 1 | 1 | 2–4   |
| Összesítve | 2 | 0  | 1 | 1 | 2–4   |

#### Szezonális bontásban
| Idény     | Kupa      | Forduló         | Klub               | 1. mérk. | 2. mérk. |
| --------- | --------- | --------------- | ------------------ | -------- | -------- |
| 2007–2008 | UEFA-kupa | 1. selejtezőkör | ViOn Zlaté Moravce | 1–3      | 1–1      |

Megjegyzés: Az eredmények minden esetben az Alma-Ata FK szemszögéből értendőek, a félkövéren jelölt mérkőzéseket pályaválasztóként játszotta.